# فبراير 2009
فبراير 2009 هو الشهر الثاني من عام 2009. بدأ الشهر يوم الأحد، وانتهى يوم السبت بعد 28 يومًا.

## بوابة:أحداث جارية
| \| 1 فبراير 2009 (الأحد) \| عدل \| تاريخ \| راقب \| تصفح \| |     |       |      |      |
| - رئيس الوزراء الإسرائيلي إيهود أولمرت يحذر من أن إسرائيل سترد بشكل غير متكافئ على إطلاق الصواريخ الفلسطينية من قطاع غزة على الرغم من وقف إطلاق النار الذي دخل حيز التنفيذ في 18 يناير الماضي (بي بي سي) |     |       |      |      |
| 1 فبراير 2009 (الأحد) | عدل | تاريخ | راقب | تصفح |

| 1 فبراير 2009 (الأحد) | عدل | تاريخ | راقب | تصفح |

| \| 2 فبراير 2009 (الإثنين) \| عدل \| تاريخ \| راقب \| تصفح \| |     |       |      |      |
| - وزير الخارجية السوري وليد المعلم يعلن أن سوريا منفتحة على استئناف المحادثات مع إسرائيل عقب الانتخابات إذا انتخب الإسرائيليون زعيماً راغباً بالسلام (رويترز) - مسؤول إيراني كبير ينفي إجراء محادثات سرية مع الولايات المتحدة (رويترز) - مقتل فلسطيني في غارات إسرائيلية على رفح في قطاع غزة بالقرب من الشريط الحدودي مع مصر (بي بي سي) - لقاء مشترك في القاهرة بين محمد حسني مبارك ومحمود عباس ووزير الخارجية السعودي سعود الفيصل وأحمد أبو الغيط وعمر سليمان لبحث الهدنة مع إسرائيل والمصالحة الفلسطينية (بي بي سي) - فساد وغش مالي في إرساء عقود لصالح القوات الأمريكية في العراق وأفغانستان (بي بي سي) - مقتل 21 في عملية أنتحارية في أفغانستان (بي بي سي) |     |       |      |      |
| 2 فبراير 2009 (الإثنين) | عدل | تاريخ | راقب | تصفح |

| 2 فبراير 2009 (الإثنين) | عدل | تاريخ | راقب | تصفح |

| \| 3 فبراير 2009 (الثلاثاء) \| عدل \| تاريخ \| راقب \| تصفح \| |     |       |      |      |
| - إيران تطلق أول قمر صناعي من تصنيعها باستخدام صاروخ (سفير-2). (بي بي سي) - إسرائيل تشن غارات على غزة رداً على صاروخ سقط بعسقلان وحركة حماس تقدم للقاهرة ردها على مقترحات الهدنة (العربية) - وزراء خارجية فلسطين والسعودية ومصر والأردن وتونس والمغرب واليمن والبحرين والإمارات يبحثون في أبوظبي وقف التدخلات الإيرانية غير المرغوب بها (العربية) - الحكومة العراقية تعلن إلقاء القبض على قيادية في تنظيم مسلح مسؤولة عن تجنيد الانتحاريات في بغداد وديالى (بي بي سي) - الولايات المتحدة تحذر إيران وكوريا الشمالية من تطوير منظومات صواريخ (بي بي سي) |     |       |      |      |
| 3 فبراير 2009 (الثلاثاء) | عدل | تاريخ | راقب | تصفح |

| 3 فبراير 2009 (الثلاثاء) | عدل | تاريخ | راقب | تصفح |

| \| 4 فبراير 2009 (الأربعاء) \| عدل \| تاريخ \| راقب \| تصفح \| |     |       |      |      |
| - الرئيس المصري حسني مبارك يقول أن قوى إقليمية تستغل حرب غزة ويعتبر أن المقاومة ليست شعارات تستخف بأرواح الشهداء وتتاجر بدماء الجرحى ومعاناة المدنيين الأبرياء ويكرر الموقف المصري الرافض لوجود مراقبين أجانب على الجانب المصري من الحدود مع قطاع غزة (العربية) - الدول دائمة عضوية في مجلس الأمن وألمانيا يجتمعون لمناقشة الملف النووي الإيراني بعد يوم من إطلاق إيران أول قمر صناعي لها من إنتاج محلي (بي بي سي) - محمود عباس يتهم قوى إقليمية بدعم انفصال قطاع غزة عن الضفة الغربية وحركة حماس تنتقد الدول العربية الثمان التي أعلنت خلال اجتماع أبوظبي دعمها للسلطة الفلسطينية التي يرأسها عباس (بي بي سي) - باراك أوباما يقر بإرتكاب أخطاء في تعامله مع الجدل الذي أدى إلى انسحاب مرشحين اختارهما لشغل مناصب رفيعة في إدارته بسبب مشاكل تتعلق بالضرائب (بي بي سي) |     |       |      |      |
| 4 فبراير 2009 (الأربعاء) | عدل | تاريخ | راقب | تصفح |

| 4 فبراير 2009 (الأربعاء) | عدل | تاريخ | راقب | تصفح |

| \| 5 فبراير 2009 (الخميس) \| عدل \| تاريخ \| راقب \| تصفح \| |     |       |      |      |
| - مصر توقف المتحدث باسم حركة حماس أيمن طه مع 10 ملايين دولار يحملها إلى قطاع غزة حيث كان مع الوفد المفاوض الذي عاد من القاهرة بدون اتفاق حول التهدئة (العربية) - النتائج الأولية لانتخابات المحافظات في العراق تظهر تفوق كبير للقائمة الموالية لرئيس الوزراء نوري المالكي في محافظتي بغداد والبصرة (بي بي سي) - إيهود باراك يعلن أن البحرية الإسرائيلية إعترضت سفينة لبنانية كانت متوجهة إلى غزة وعلى متنها مواد إغاثة وعدد من الناشطين (بي بي سي) |     |       |      |      |
| 5 فبراير 2009 (الخميس) | عدل | تاريخ | راقب | تصفح |

| 5 فبراير 2009 (الخميس) | عدل | تاريخ | راقب | تصفح |

| \| 6 فبراير 2009 (الجمعة) \| عدل \| تاريخ \| راقب \| تصفح \| |     |       |      |      |
| - الأونروا تقرر إيقاف تزويد قطاع غزة بالمعونات الإنسانية بعد أن قامت سلطة حركة حماس المسيطرة على القطاع بوضع يدها على مئات الأطنان من المواد الغذائية المرسلة إلى القطاع (بي بي سي) - أمين عام الأمم المتحدة بان كي مون يعلن خلال زيارته إلى بغداد بأن المنظمة الدولية ستدعم الجهود الرامية لترسيخ الأمن والديمقراطية في البلاد (بي بي سي) - استطلاع للرأي حول الانتخابات الإسرائيلية يظهر تقارباً كبيراً في النتائج المتوقعة لحزبي كاديما والليكود (بي بي سي) - خالد مشعل خلال احتفال بدمشق بعنوان "وانتصرت غزة" يؤكد أن حركة حماس مع فصائل المقاومة إلى تشكيل مرجعية مقابل منظمة التحرير الفلسطينية (العربية) - باكستان ترفع الإقامة الجبرية عن مهندس قنبلتها الذرية عبد القدير خان (العربية) - الاتحاد الأفريقي يفرض عقوبات على موريتانيا (رويترز) |     |       |      |      |
| 6 فبراير 2009 (الجمعة) | عدل | تاريخ | راقب | تصفح |

| 6 فبراير 2009 (الجمعة) | عدل | تاريخ | راقب | تصفح |

| \| 7 فبراير 2009 (السبت) \| عدل \| تاريخ \| راقب \| تصفح \| |     |       |      |      |
| - نائب الرئيس الأمريكي جو بايدن (في الصورة) يقول أن الولايات المتحدة ستعمل من أجل تحقيق حل الدولتين بالنسبة لإسرائيل والفلسطينيين (رويترز) - سياسيون عراقيون موالون لمقتدى الصدر يعتزمون تقديم طعون رسمية بنتيجة انتخابات المحافظات (بي بي سي) - وفد من حركة حماس يجري مباحثات في القاهرة هدفها البحث في تثبيت وقف إطلاق النار مع إسرائيل في قطاع غزة (بي بي سي) - القصر الرئاسي في مقديشو يتعرض لقصف بقذائف الهاون بعد ساعات من وصول الرئيس الصومالي الجديد شريف الشيخ أحمد إلى العاصمة (بي بي سي) - المعارضة الفنزويلية تحتج على خطة الرئيس هوجو شافيز لتعديل الدستور لكي يسمح له بالاستمرار في الحكم (رويترز) |     |       |      |      |
| 7 فبراير 2009 (السبت) | عدل | تاريخ | راقب | تصفح |

| 7 فبراير 2009 (السبت) | عدل | تاريخ | راقب | تصفح |

| \| 8 فبراير 2009 (الأحد) \| عدل \| تاريخ \| راقب \| تصفح \| |     |       |      |      |
| - حركة حماس تؤكد التزامها بمنظمة التحرير الفلسطينية ومصر تتوقع تفاهمات بين حماس وإسرائيل خلال أيام (العربية) - الرئيس الإيراني الأسبق محمد خاتمي يعلن ترشحه لانتخابات الرئاسة (العربية) - الرئيس الأفغاني حامد كرزاي يطلق نداء مصالحة ويدعو عناصر حركة طالبان غير المرتبطين بتنظيم القاعدة والجماعات الإرهابية للعودة ويعتبر أن إجراء الانتخابات الرئاسية لحظة مناسبة لعودتهم (العربية) |     |       |      |      |
| 8 فبراير 2009 (الأحد) | عدل | تاريخ | راقب | تصفح |

| 8 فبراير 2009 (الأحد) | عدل | تاريخ | راقب | تصفح |

| \| 9 فبراير 2009 (الإثنين) \| عدل \| تاريخ \| راقب \| تصفح \| |     |       |      |      |
| - الجيش الأمريكي يعلن مقتل أربعة من جنوده ومترجمهم في تفجير إنتحاري بالموصل (بي بي سي) - اجتماع مهم للفصائل الفلسطينية عقد في غزة لبحث ملف التهدئة مع إسرائيل (بي بي سي) - المرشحون في انتخابات الكنيست الإسرائيلي يقومون بجهود اللحظات الأخيرة لكسب الناخبين قبل فتح مراكز الإقتراع أبوابها (بي بي سي) - الأمم المتحدة تعلن إن هناك نقص حاد في كميات الغذاء المتوفرة في أسواق قطاع غزة أدى إلى ارتفاع في الأسعار بسبب القيود على المعابر إلى جانب قلة السيولة المتوفرة لدى سكان القطاع (رويترز) |     |       |      |      |
| 9 فبراير 2009 (الإثنين) | عدل | تاريخ | راقب | تصفح |

| 9 فبراير 2009 (الإثنين) | عدل | تاريخ | راقب | تصفح |

| \| 10 فبراير 2009 (الثلاثاء) \| عدل \| تاريخ \| راقب \| تصفح \| |     |       |      |      |
| - الرئيس الإيراني أحمدي نجاد يقول في إحتفالات الذكرى الثلاثين للثورة الإسلامية إنه يرحب بإجراء مباحثات مع الولايات المتحدة ما دامت تقوم على أساس الإحترام المتبادل (بي بي سي) - الإسرائيليون يدلون بأصواتهم في انتخابات تشهد تنافس شرس بين حزب الليكود اليميني بزعامة بنيامين نتنياهو وحزب كاديما الذي تتزعمه وزيرة الخارجية تسيبي ليفني (رويترز) - الرئيس الفرنسي نيكولا ساركوزي يزور بغداد بحثاً عن فرص إبرام صفقات تجارية وتعزيز العلاقات (رويترز) - أمين عام الأمم المتحدة بان كي مون يعلن إنه يتوقع من الرئيس السوداني عمر البشير وحكومته تصرفاً مسؤولاً إذا أصدرت المحكمة الجنائية الدولية مذكرة توقيف بحقه بتهمة الإبادة في دارفور (الجزيرة) - مجلس الشيوخ الأمريكي يوافق على خطة أوباما لإنقاذ الاقتصاد (الجزيرة) |     |       |      |      |
| 10 فبراير 2009 (الثلاثاء) | عدل | تاريخ | راقب | تصفح |

| 10 فبراير 2009 (الثلاثاء) | عدل | تاريخ | راقب | تصفح |

| \| 11 فبراير 2009 (الأربعاء) \| عدل \| تاريخ \| راقب \| تصفح \| |     |       |      |      |
| - الحزبان الرئيسيان في إسرائيل يقولان إنهما حققا نصراً في الانتخابات العامة والتي انتهت بتقدم ضئيل لحزب كاديما على منافسه حزب الليكود (بي بي سي) - مقتل واصابة العشرات في هجمات مسلحة في على مقار حكومية في كابول (بي بي سي) - أمين عام الأمم المتحدة بان كي مون يعلن تشكيل لجنة تحقيق في حجم الأضرار الذي سببه القصف الإسرائيلي لمبان تابعة للمنظمة الدولية خلال الهجوم على قطاع غزة (بي بي سي) - اللاعب التوجولي إيمانويل إديبايور يفوز بجائزة أفضل لاعب أفريقي لعام 2008 التي يقدمها الاتحاد الأفريقي لكرة القدم (بي بي سي) |     |       |      |      |
| 11 فبراير 2009 (الأربعاء) | عدل | تاريخ | راقب | تصفح |

| 11 فبراير 2009 (الأربعاء) | عدل | تاريخ | راقب | تصفح |

| \| 12 فبراير 2009 (الخميس) \| عدل \| تاريخ \| راقب \| تصفح \| |     |       |      |      |
| - حركة حماس تعلن أن من المرجح إعلان اتفاق هدنة مع إسرائيل في قطاع غزة تقوم مصر بالوساطة بشأنه في الأيام الثلاثة القادمة (رويترز) - عشرات القتلى والجرحى بتفجير انتحاري في كربلاء يستهدف زوار شيعة (الجزيرة) - المحكمة الجنائية الدولية تنفي إصدارها مذكرة اعتقال بحق الرئيس السوداني عمر البشير (الجزيرة) - عبد العزيز بوتفليقة (في الصورة) يترشح لفترة رئاسية جديدة في الانتخابات الجزائرية ويبقي باب التوبة مفتوحاً للمسلحين (العربية) |     |       |      |      |
| 12 فبراير 2009 (الخميس) | عدل | تاريخ | راقب | تصفح |

| 12 فبراير 2009 (الخميس) | عدل | تاريخ | راقب | تصفح |

| \| 13 فبراير 2009 (الجمعة) \| عدل \| تاريخ \| راقب \| تصفح \| |     |       |      |      |
| - إسرائيل تقتل فلسطينياً بغارة جوية في غزة وآخر بالرصاص بالخليل ومصر ستعلن خلال ساعات اتفاق تهدئة بين حركة حماس وإسرائيل (العربية) - إنتحارية تفجر نفسها وسط موكب للشيعة وسط بغداد يؤدي إلى سقوط 116 شخص ما بين قتيل وجريح غالبيتهم من النساء (العربية) - قبرص تصادر شحنة أسلحة إيرانية من على متن باخرة بعد مرور إسبوعين على احتجازها للإشتباه في احتوائها على أسلحة موجهة لحركة حماس في قطاع غزة (بي بي سي) - مسؤولين من الأمم المتحدة يحققون في مقتل رئيس الوزراء اللبناني السابق رفيق الحريري يقومون بزيارة جديدة لسوريا (بي بي سي) - وزيرة الخارجية الأمريكية هيلاري كلينتون تعلن أن بلادها ستستأنف المباحثات العسكرية مع الصين هذا الشهر (بي بي سي) - البحرية الروسية تقبض على عشرة قراصنة وتسيطر على ثلاث قوارب كان يستقلها قراصنة قبالة السواحل الصومالية (بي بي سي) - تحطم قمرين أمريكي وروسي في أول حادث تصادم بالفضاء-(سي إن إن) |     |       |      |      |
| 13 فبراير 2009 (الجمعة) | عدل | تاريخ | راقب | تصفح |

| 13 فبراير 2009 (الجمعة) | عدل | تاريخ | راقب | تصفح |

| \| 14 فبراير 2009 (السبت) \| عدل \| تاريخ \| راقب \| تصفح \| |     |       |      |      |
| - إسرائيل تشترط الإفراج عن الجندي الإسرائيلي المختطف جلعاد شاليط مقابل الهدنة مع حركة حماس (بي بي سي) - النائب وليد جنبلاط يهاجم سوريا بشدة في كلمة أمام عشرات آلاف المتظاهرين بمناسبة الذكرى الرابعة لاغتيال رئيس الوزراء اللبناني السابق رفيق الحريري (بي بي سي) - الرئيس الصومالي الشيخ شريف الشيخ أحمد يكلف عمر شارماركي بتشكيل الوزارة الجديدة (بي بي سي) - الملك عبد الله بن عبد العزيز ملك السعودية (في الصورة) يجري تعديلات وزارية وإدارية واسعة هي الأولى له منذ توليه مقاليد السلطة قبل ثلاثة أعوام-(سي إن إن) - مقتل 25 من تنظيم القاعدة في هجوم صاروخي أمريكي في منطقة وزيرستان الباكستانية الجنوبية على الحدود مع أفغانستان (رويترز) |     |       |      |      |
| 14 فبراير 2009 (السبت) | عدل | تاريخ | راقب | تصفح |

| 14 فبراير 2009 (السبت) | عدل | تاريخ | راقب | تصفح |

| \| 15 فبراير 2009 (الأحد) \| عدل \| تاريخ \| راقب \| تصفح \| |     |       |      |      |
| - الحكومة الأمنية الإسرائيلية تجري مشاورات حول التهدئة مع حركة حماس بعدما اشترطت الإفراج عن جنديها الأسير في غزة جلعاد شاليط (العربية) - حكومة محمود عباس تدفع تعويضات لمتضرري غزة بعد تعليق الرواتب بالضفة (العربية) - رئيس الاستخبارات السعودي الأمير مقرن بن عبد العزيز يسلم الرئيس السوري بشار الأسد رسالة من الملك عبد الله تتعلق بالعلاقات الثنائية وأهمية التنسيق والتشاور (العربية) - الناخبون في فنزويلا يتوجهون إلى صناديق الإقتراع للمشاركة في استفتاء حول تعديل الدستور لتمكين الرئيس هوغو تشافيز من ترشيح نفسه مرات آخرى (بي بي سي) - إسرائيل تدرس الإفراج عن مروان البرغوثي من أجل تعزيز حركة فتح التي يقودها الرئيس الفلسطيني محمود عباس قبيل أي تبادل محتمل للسجناء مع حركة حماس (رويترز) |     |       |      |      |
| 15 فبراير 2009 (الأحد) | عدل | تاريخ | راقب | تصفح |

| 15 فبراير 2009 (الأحد) | عدل | تاريخ | راقب | تصفح |

| \| 16 فبراير 2009 (الإثنين) \| عدل \| تاريخ \| راقب \| تصفح \| |     |       |      |      |
| - مقتل أربعة وإصابة عشرة آخرون على متن حافلة ركاب بإنفجار قنبلة زرعت بأحد الطرق في شمال شرق بغداد (رويترز) - أمين عام حزب الله حسن نصر الله يقول أن لحزبه كامل الحق في الحصول على أسلحة الدفاع الجوي (بي بي سي) - الرئيس المصري حسني مبارك يرفض الربط بين ملف الجندي الإسرائيلي المختطف جلعاد شاليط والهدنة في قطاع غزة (بي بي سي) - الفنزويليون يؤيدون اقتراح الرئيس هوجو تشافيز (في الصورة) حول رفع قيود الترشيح (بي بي سي) - وزيرة الخارجية الأمريكية هيلاري كلينتون تزور آسيا في أول جولة خارجية لها (بي بي سي) - 10 قتلى في ضربة صاروخية أمريكية في باكستان (بي بي سي) |     |       |      |      |
| 16 فبراير 2009 (الإثنين) | عدل | تاريخ | راقب | تصفح |

| 16 فبراير 2009 (الإثنين) | عدل | تاريخ | راقب | تصفح |

| \| 17 فبراير 2009 (الثلاثاء) \| عدل \| تاريخ \| راقب \| تصفح \| |     |       |      |      |
| - أمين عام جامعة الدول العربية عمرو موسى يلتقي القيادي في حركة حماس خالد مشعل في دمشق لبحث الجهود المبذولة للتوصل إلى تهدئة-(سي إن إن) - الحكومة السودانية وحركة العدل والمساواة إحدى الحركات المتمردة في دارفور يوقعان في الدوحة اتفاق حسن نوايا يمهد لاتفاقية لوقف الأعمال العدائية بين الطرفين في الإقليم (العربية) - هيلاري كلينتون تدعو لعمل منسق لمواجهة الازمة الاقتصادية (رويترز) |     |       |      |      |
| 17 فبراير 2009 (الثلاثاء) | عدل | تاريخ | راقب | تصفح |

| 17 فبراير 2009 (الثلاثاء) | عدل | تاريخ | راقب | تصفح |

| \| 18 فبراير 2009 (الأربعاء) \| عدل \| تاريخ \| راقب \| تصفح \| |     |       |      |      |
| - غارات جوية إسرائيلية على قطاع غزة تستهدف أنفاق تحت الحدود المصرية في بلدة رفح ومجمع أمني في خان يونس (رويترز) - الرئيس الأمريكي باراك أوباما يصدر أمراً بإرسال 17 ألف جندي إضافي إلى أفغانستان لمواجهة العنف المتصاعد هناك (رويترز) - السلطات المصرية تطلق سراح السياسي المعارض أيمن نور الذي صدر ضده حكم سابق بالسجن لمدة خمس سنوات وذلك لأسباب صحية-(سي إن إن) - وفاة الروائي السوداني الكبير الطيب صالح عن عمر يناهز 80 عاماً (العربية) |     |       |      |      |
| 18 فبراير 2009 (الأربعاء) | عدل | تاريخ | راقب | تصفح |

| 18 فبراير 2009 (الأربعاء) | عدل | تاريخ | راقب | تصفح |

| \| 19 فبراير 2009 (الخميس) \| عدل \| تاريخ \| راقب \| تصفح \| |     |       |      |      |
| - الوكالة الدولية للطاقة الذرية تعلن أن جزيئيات اليورانيوم الغير الطبيعي التي عثر عليها في موقع منشأة نووية مفترضة في سوريا ليست ناتجة عن الصواريخ الإسرائيلية التي قصفت الموقع (العربية) - جون كيري ونواب أمريكيون يقومون بزيارة نادرة لقطاع غزة ويلومون حركة حماس على الحرب وحماس ترحب بالزيارة وترفض التصريحات الجائرة (العربية) - بنيامين نتنياهو يقترب من تشكيل الحكومة الإسرائيلية الجديدة بعد حصوله على دعم حزب إسرائيل بيتنا وكاديما يرفض المشاركة بها (العربية) |     |       |      |      |
| 19 فبراير 2009 (الخميس) | عدل | تاريخ | راقب | تصفح |

| 19 فبراير 2009 (الخميس) | عدل | تاريخ | راقب | تصفح |

| \| 20 فبراير 2009 (الجمعة) \| عدل \| تاريخ \| راقب \| تصفح \| |     |       |      |      |
| - الرئيس الإسرائيلي شمعون بيريز يكلف زعيم حزب الليكود اليميني بنيامين نتنياهو بتشكيل الحكومة الجديدة-(سي إن إن) - انفجار نفذه انتحاري يوقع ثلاثين قتيلاً ويجرح ما يزيد على ستين في بلدة ديرة إسماعيل خان شمال غربي باكستان (بي بي سي) - طائرتان تابعتان لنمور التاميل تشنان هجوم على العاصمة السيريلانكية كولومبو (بي بي سي) - احتراق طائرة بضائع أوكرانية وهي تقلع من مطار الأقصر الدولي في جنوب مصر ومقتل خمسة هم أفراد طاقم الطائرة (رويترز) |     |       |      |      |
| 20 فبراير 2009 (الجمعة) | عدل | تاريخ | راقب | تصفح |

| 20 فبراير 2009 (الجمعة) | عدل | تاريخ | راقب | تصفح |

| \| 21 فبراير 2009 (السبت) \| عدل \| تاريخ \| راقب \| تصفح \| |     |       |      |      |
| - الجيش الإسرائيلي يؤكد إصابة امرأة بجروح طفيفة بقصف صاروخي من جنوب لبنان على شمال إسرائيل والجيش الإسرائيلي يرد بإطلاق ثلاث قذائف وفؤاد السنيورة (في الصورة) يندد بالقصف الإسرائيلي وحزب الله يتبرأ من الصواريخ (العربية) - الولايات المتحدة تعبر عن القلق بشأن أحدث تقرير للوكالة الذرية عن إيران ووصفت البرنامج النووي الإيراني بأنه مشكلة ملحة يجب أن يتعامل معها المجتمع الدولي (رويترز) - رئيس لجنة العلاقات الخارجية بمجلس الشيوخ الأمريكي جون كيري يقول بعد لقاءه بالرئيس السوري بشار الأسد إن سوريا أبدت استعدادها للمساعدة في تشكيل حكومة وحدة فلسطينية يمكنها استئناف محادثات السلام مع إسرائيل (رويترز) - وزارة الخارجية المصرية تعلن استضافه حوار المصالحة الفلسطيني يوم الأربعاء المقبل (رويترز) - محكمة عسكرية أميركية تصدر حكماً بالسجن مدى الحياة على جندي أمريكي أدين بالمشاركة في إطلاق الرصاص على أربعة محتجزين عراقيين وإلقاء جثثهم في مجرى مائي في بغداد في العام 2007 (بي بي سي) - الرئيس الأمريكي باراك أوباما يعلن إن الضرائب الأمريكية ستبدأ في الانخفاض ابتداءً من أبريل القادم (بي بي سي) |     |       |      |      |
| 21 فبراير 2009 (السبت) | عدل | تاريخ | راقب | تصفح |

| 21 فبراير 2009 (السبت) | عدل | تاريخ | راقب | تصفح |

| \| 22 فبراير 2009 (الأحد) \| عدل \| تاريخ \| راقب \| تصفح \| |     |       |      |      |
| - إنفجار في حي الحسين بالقاهرة يؤدي إلى مقتل سائحة فرنسية وإصابة 25 آخرين (العربية) - بنيامين نتنياهو يعرض على تسيبي ليفني المشاركة في حكومة إسرائيلية موسعة وإعطاء كاديما حقائب مهمة ومساوية لحقائب الليكود (العربية) - السلطات المصرية تقتح معبر رفح الحدودي مع قطاع غزة لتمكين العالقين والمرضى والحالات الإنسانية من العبور إلى أراضيها والعودة إلى غزة (الجزيرة) - وزراء الخارجية والمالية في دول مجلس التعاون الخليجي يعقدون اجتماعاً طارئاً في الرياض لمناقشة آثار فوز أحزاب اليمين الإسرائيلية على عملية السلام وجهود إعادة إعمار قطاع غزة (بي بي سي) - مقتل 73 من عمال المناجم على الأقل في انفجار غاز في منجم للفحم في مدينة موجياو في الصين واحتجاز 96 تحت الأرض (بي بي سي) |     |       |      |      |
| 22 فبراير 2009 (الأحد) | عدل | تاريخ | راقب | تصفح |

| 22 فبراير 2009 (الأحد) | عدل | تاريخ | راقب | تصفح |

| \| 23 فبراير 2009 (الإثنين) \| عدل \| تاريخ \| راقب \| تصفح \| |     |       |      |      |
| - الشرطة المصرية توقف 3 مشتبه فيهم في تفجير القاهرة وتستجوب شهود العيان (العربية) - حزب العمل الإسرائيلي يستبعد تشكيل ائتلاف حكومي مع بنيامين نتنياهو وتسيبي ليفني تؤكد وجود خلافات جوهرية مع زعيم الليكود (العربية) - رئيس الوزراء الأردني نادر الذهبي يجري تعديل وزاري موسع يشمل 10 حقائب بينها الداخلية والخارجية والمالية (العربية) |     |       |      |      |
| 23 فبراير 2009 (الإثنين) | عدل | تاريخ | راقب | تصفح |

| 23 فبراير 2009 (الإثنين) | عدل | تاريخ | راقب | تصفح |

| \| 24 فبراير 2009 (الثلاثاء) \| عدل \| تاريخ \| راقب \| تصفح \| |     |       |      |      |
| - رئيس حركة العدل والمساواة يقول إنها ستركز جهودها على الإطاحة بالرئيس السوداني عمر البشير إذا أصدرت محكمة الجنايات الدولية مذكرة لإعتقاله (بي بي سي) - كوريا الشمالية تعلن إنها بصدد إطلاق صاروخ يحمل قمر صناعي مخصص للإتصالات (بي بي سي) - البيت الأبيض يقول أن الرسالة التي وجهها مسؤول في حركة حماس إلى الرئيس الأمريكي باراك أوباما ما زالت مع الدبلوماسيين الأميركيين في القدس ولم تنقل إلى الولايات المتحدة (بي بي سي) |     |       |      |      |
| 24 فبراير 2009 (الثلاثاء) | عدل | تاريخ | راقب | تصفح |

| 24 فبراير 2009 (الثلاثاء) | عدل | تاريخ | راقب | تصفح |

| \| 25 فبراير 2009 (الأربعاء) \| عدل \| تاريخ \| راقب \| تصفح \| |     |       |      |      |
| - تحطم طائرة الخطوط التركية رحلة 1951 وعلى متنها 135 شخصاً أثناء محاولة الهبوط بمطار سخيبول في أمستردام ما أدى إلى مقتل 9 ركاب وإصابة 55 آخرين (العربية) - روسيا تعلن إنهاء بناء أول محطة نووية إيرانية في بوشهر على الخليج العربي والإيرانيون يبدأون في اختبارات تشغيلها (العربية) - تواصل الإقتتال لليوم الثاني على التوالي بين قوات حفظ السلام التابعة للاتحاد الأفريقي والشرطة الصومالية وبين متمردين صوماليين وعدد القتلى يصل إلى 48 قتيلا (رويترز) - قتلى وجرحي في اشتباكات داخل كتيبة حملة البنادق في العاصمة البنغالية دكا في ما يعتقد إنه تمرد عسكري (الجزيرة) |     |       |      |      |
| 25 فبراير 2009 (الأربعاء) | عدل | تاريخ | راقب | تصفح |

| 25 فبراير 2009 (الأربعاء) | عدل | تاريخ | راقب | تصفح |

| \| 26 فبراير 2009 (الخميس) \| عدل \| تاريخ \| راقب \| تصفح \| |     |       |      |      |
| - مؤتمر الحوار الفلسطيني يختتم أعماله في القاهرة بالإعلان عن تشكيل خمس لجان لإعادة توحيد الصف الفلسطيني (بي بي سي) - وزير الخارجية الكويتي محمد صباح السالم يصل إلى بغداد في زيارة هي الأولى من نوعها منذ الغزو العراقي للكويت (بي بي سي) |     |       |      |      |
| 26 فبراير 2009 (الخميس) | عدل | تاريخ | راقب | تصفح |

| 26 فبراير 2009 (الخميس) | عدل | تاريخ | راقب | تصفح |

| \| 27 فبراير 2009 (الجمعة) \| عدل \| تاريخ \| راقب \| تصفح \| |     |       |      |      |
| - الرئيس الأمريكي باراك أوباما (في الصورة) يعلن انه يخطط لسحب جزئي للقوات الأمريكية من العراق في عام 2010 وأن جميع الأمريكية ستنسحب بنهاية عام 2011-(سي إن إن) - انتهاء المحادثات السياسية الخاصة بتشكيل ائتلاف حكومي بين حزب الليكود بزعامة بنيامين نتنياهو مع تسيبي ليفني زعيمة حزب كاديما من دون التوصل إلى نتائج (بي بي سي) - البحرين وإيران تعلنان انتهاء الخلاف الدبلوماسي الذي نشب بينهما بسبب تصريحات إيرانية وتعلنان إنهما ستستمران في الحفاظ على علاقات جوار طيبة (الجزيرة) - مجموعة لويدز المصرفية العملاقة التي تمتلك الحكومة البريطانية جزء من أسهمها تعلن عن خسائر فادحة تقدر بمليارات الدولارات خلال عام 2008 (بي بي سي) |     |       |      |      |
| 27 فبراير 2009 (الجمعة) | عدل | تاريخ | راقب | تصفح |

| 27 فبراير 2009 (الجمعة) | عدل | تاريخ | راقب | تصفح |

| \| 28 فبراير 2009 (السبت) \| عدل \| تاريخ \| راقب \| تصفح \| |     |       |      |      |
| - رئيس الوزراء العراقي نوري المالكي (في الصورة) يؤكد أن قوات الأمن العراقية مستعدة لتولي مسؤولية الأمن في عموم محافظات العراق وإستلام كامل المسؤولية الأمنية من القوات الأميركية (الجزيرة) - الرئيس الأفغاني حامد كرزاي يدعو إلى إجراء انتخابات رئاسية في شهر إبريل المقبل وفقاً للدستور الأفغاني (بي بي سي) - الصربي نوفاك ديوكوفيتش يحرز لقب بطولة دبي المفتوحة للتنس للرجال بعد تغلبه على الإسباني ديفيد فيرير (رويترز) |     |       |      |      |
| 28 فبراير 2009 (السبت) | عدل | تاريخ | راقب | تصفح |

| 28 فبراير 2009 (السبت) | عدل | تاريخ | راقب | تصفح |